# Torre de Gianfigliazzi
La Torre de Gianfigliazzi (en italiano, Torre dei Gianfigliazzi) es una torre medieval ubicada en la ciudad de Florencia, en la región Toscana (Italia). Actualmente en esta torre funciona un hotel. 
La torre fue construida como torre-residencia en la época medieval por la familia güelfa de los Ruggerini, y fue demolida por completo después de que los güelfos fueran expulsados de Florencia en 1260. Posteriormente fue reconstruida y adquirida primero por Fastelli y luego en el siglo XIV por los Gianfigliazzi. La torre perteneció a esta familia hasta su extinción en 1760. 

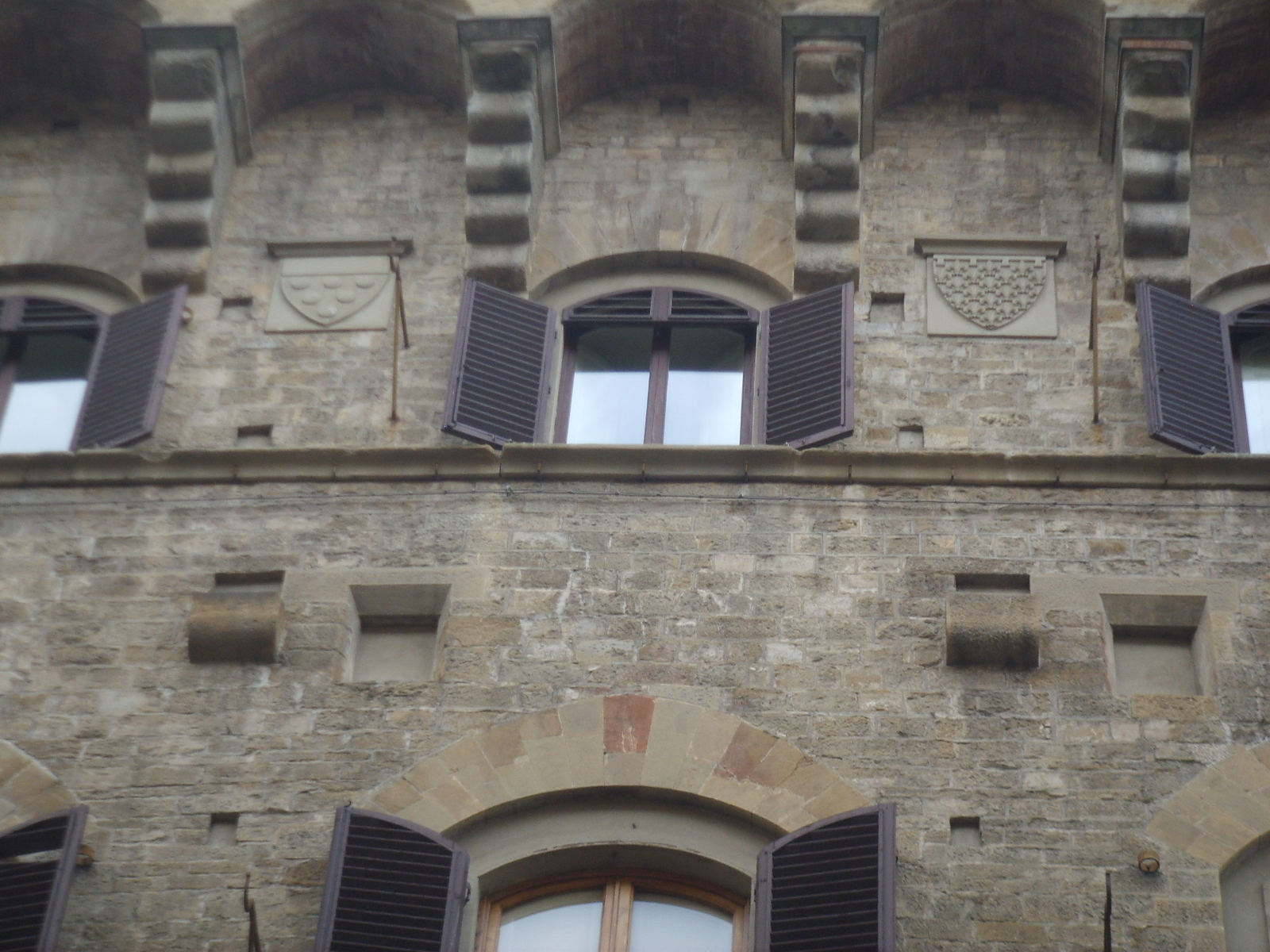
Escudos de armas en la fachada

En el siglo XIX fue utilizado por la Academia de las Nobles locales, y en ella se alojaron personajes ilustres como Alessandro Manzoni, Luis Bonaparte y Vittorio Alfieri. En 1841 fue restaurada por completo, con la adición de almenas inspiradas en el cercano Palazzo Spini Feroni y la apertura de nuevas ventanas.

## Galería

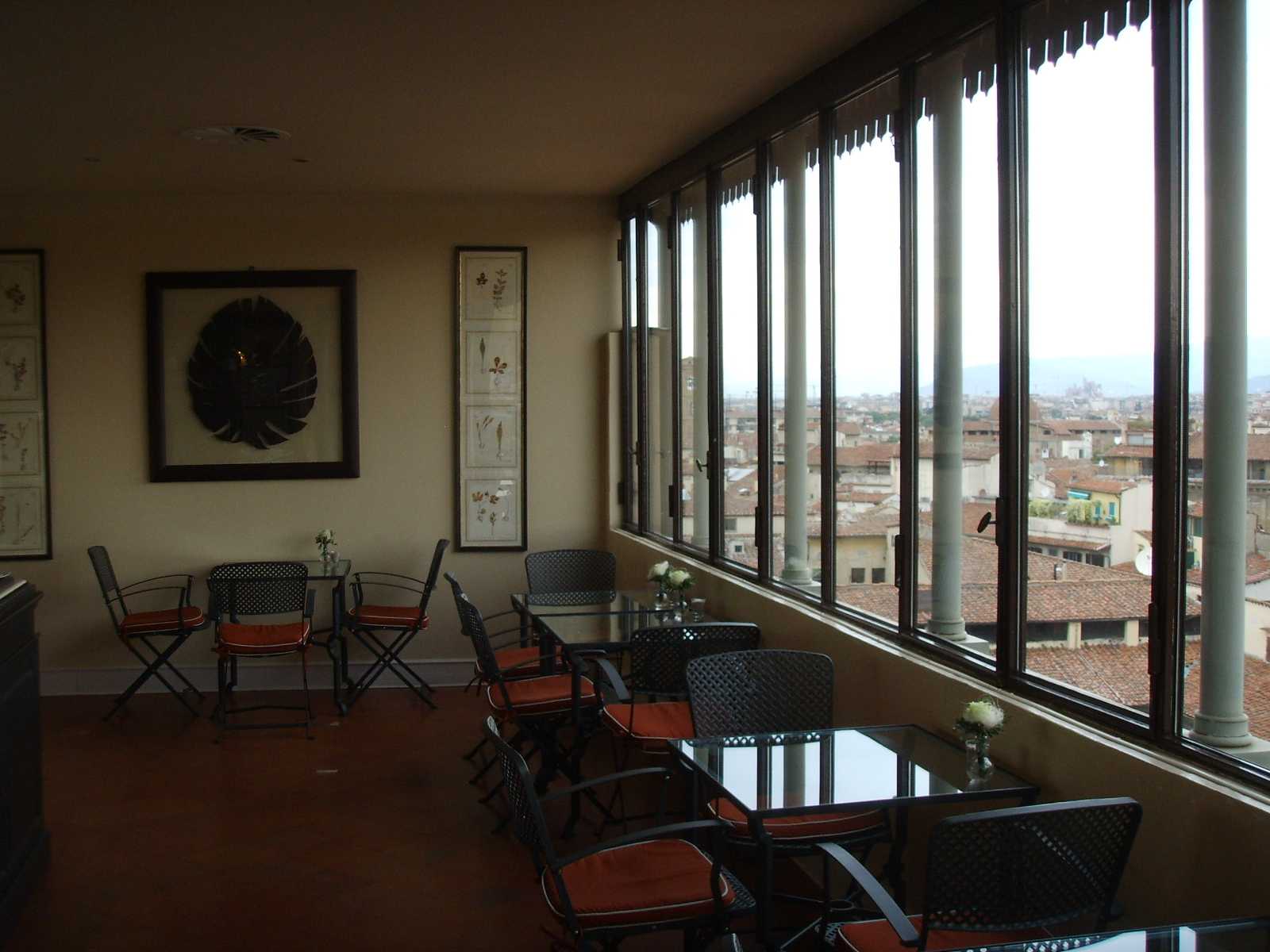
Vista interna
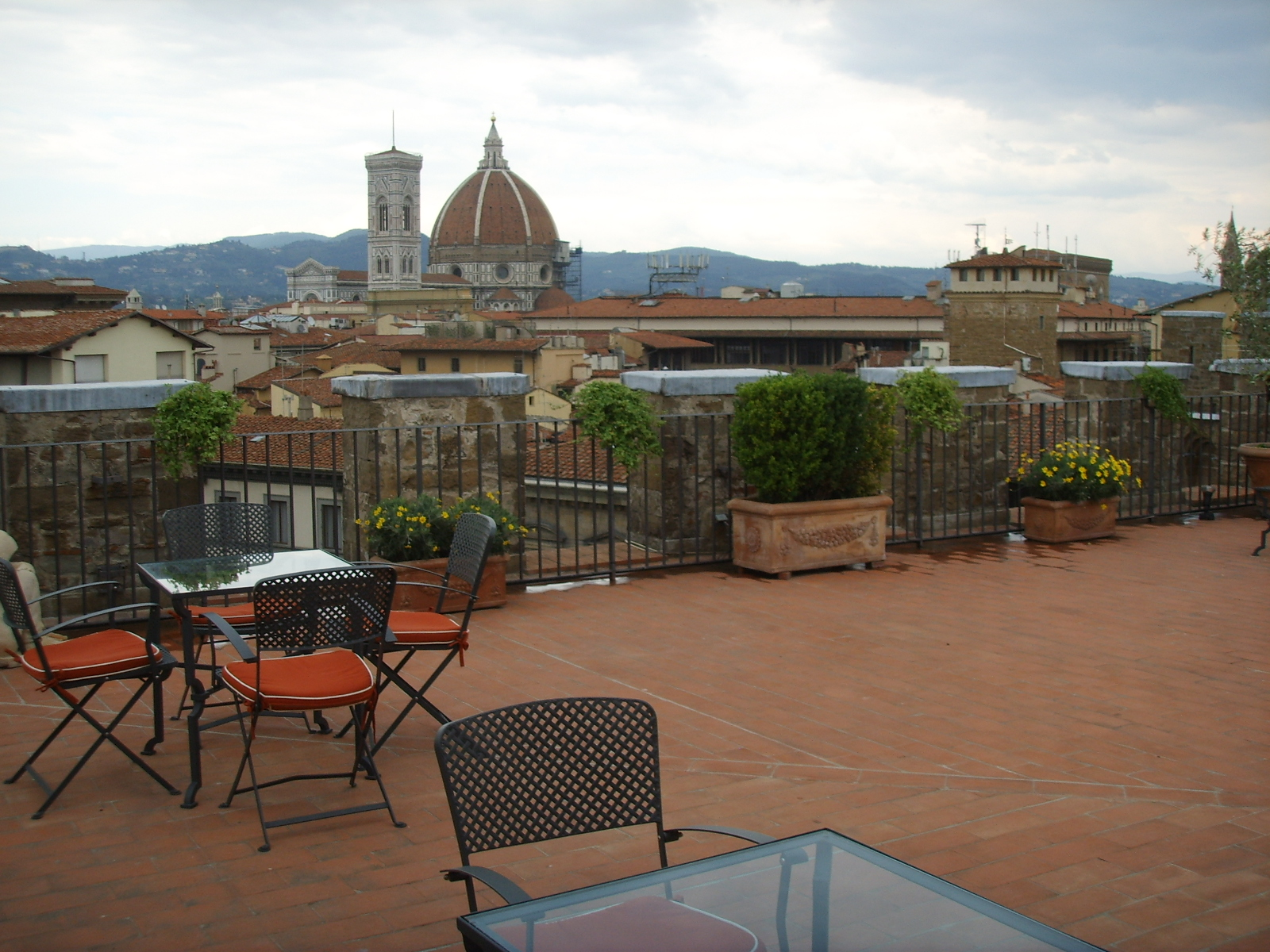
La vista de la terraza
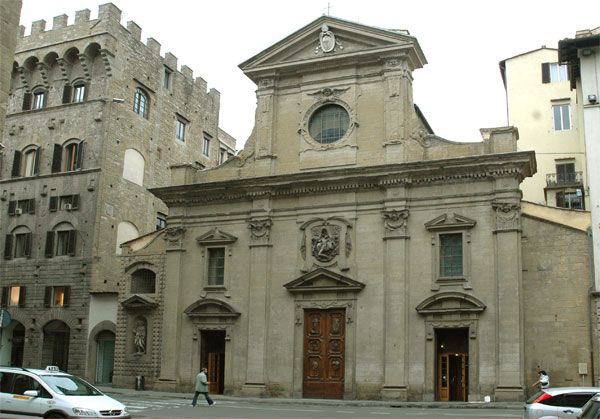
la Torre de Gianfigliazzi y la Iglesia de Santa Trinidad lado a lado.

- Datos: Q1090690
- Multimedia: Torre dei Gianfigliazzi / Q1090690